# 旅びと
『旅びと』（たびびと）は、日本放送協会（NHK）が1983年2月28日から3月25日に「銀河テレビ小説」で放送したテレビドラマ。

## 概要
郡上八幡を舞台とした人間模様を描いたドラマ。

## 出演者
栄子
演 - 山田昌
木工玩具を作っている。
あや
演 - 浅利香津代
栄子の娘。
白樫
演 - 下塚誠
青年医師。東京から町の総合病院に転勤した。
栄子の元夫
演 - 内藤武敏
その他
演 - 谷村昌彦、高沢順子、此島愛子

## スタッフ
- 作 - 岸宏子
- 音楽 - 熊谷賢一
- 題字 - 夏目廸雪
- 方言指導 - 此島愛子

## 主題歌
- 「うわさの男」 -ニルソン

## 参照
[http - //www.asahi-net.or.jp/~uk9o-tkzw/tvgindra.html 銀河テレビ小説データベース・所蔵主題歌リスト]